# Grimbosq
Grimbosq är en kommun i departementet Calvados i regionen Normandie i norra Frankrike. Kommunen ligger i kantonen Bretteville-sur-Laize som ligger i arrondissementet Caen. År 2022 hade Grimbosq 284 invånare.

## Befolkningsutveckling
Antalet invånare i kommunen Grimbosq
Referens: INSEE

## Galleri

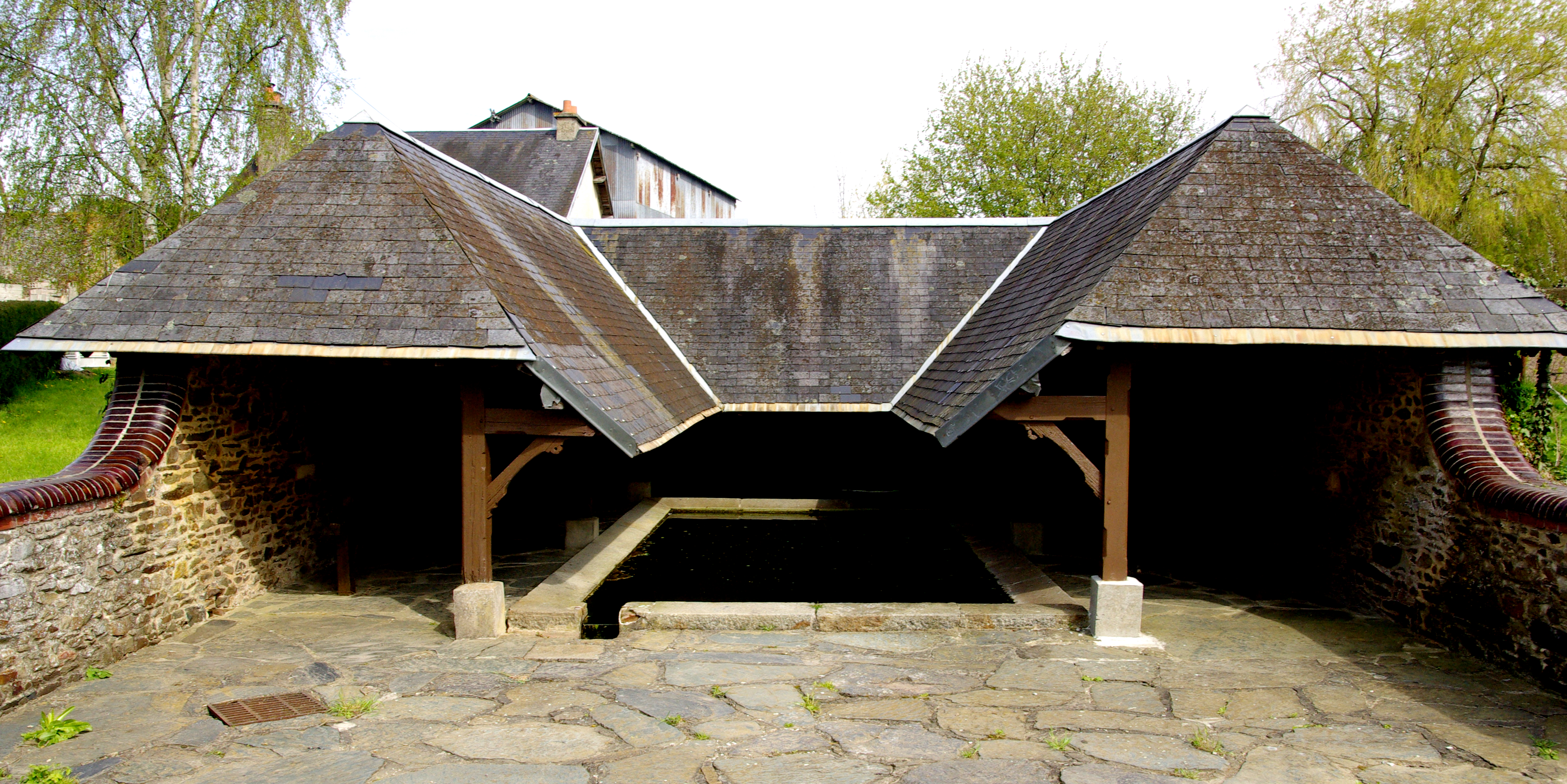
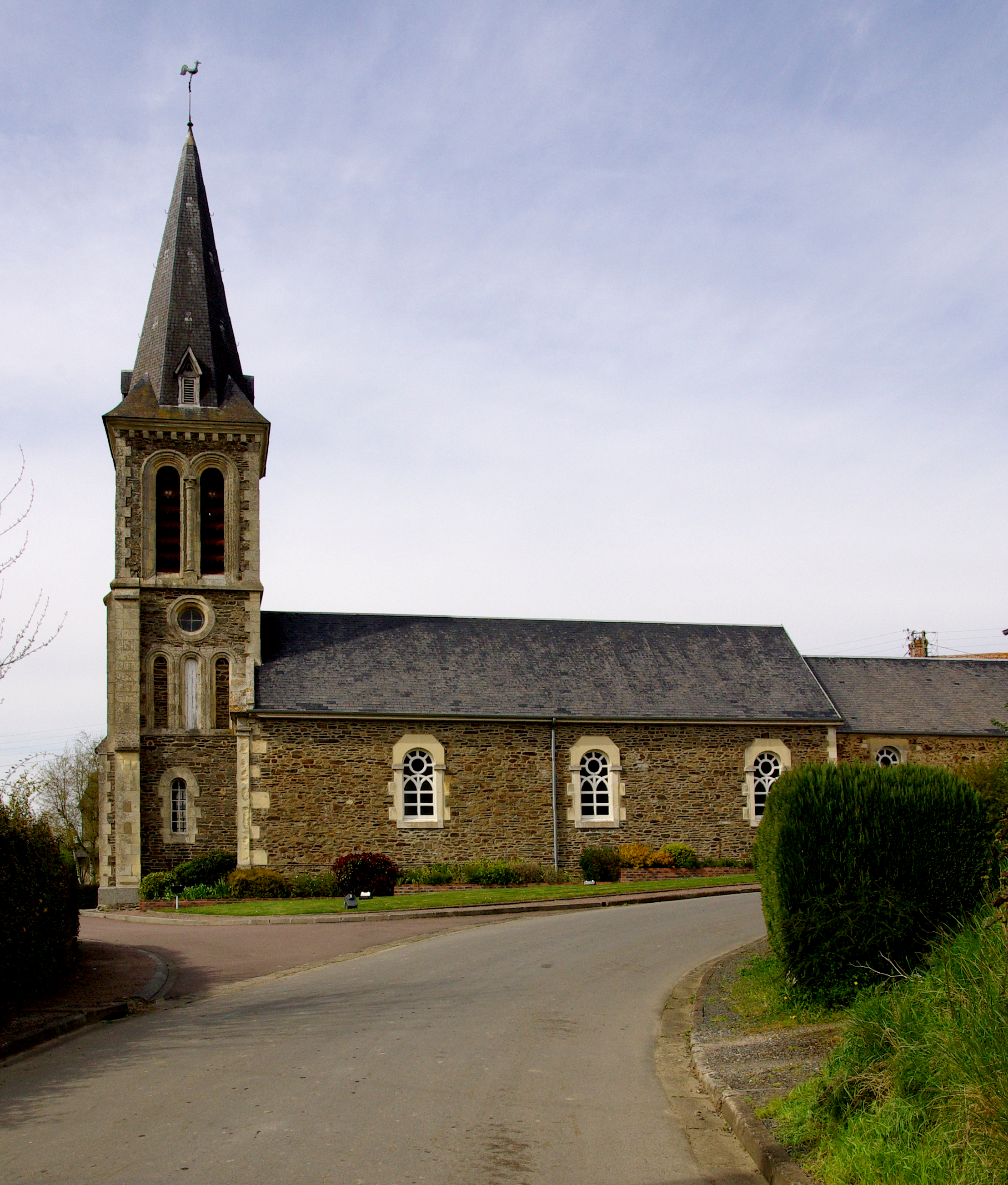
L'église Saint-Pierre
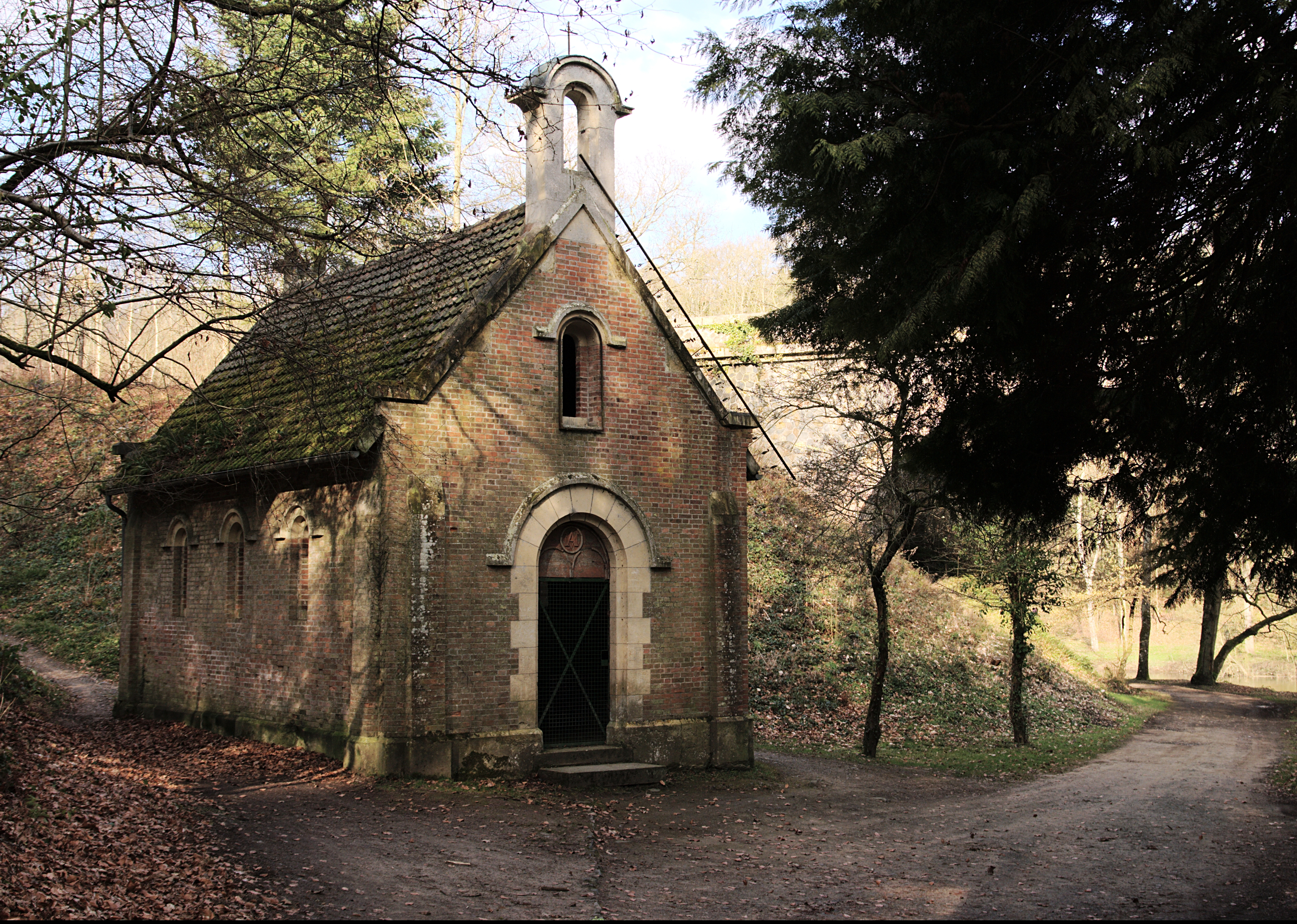
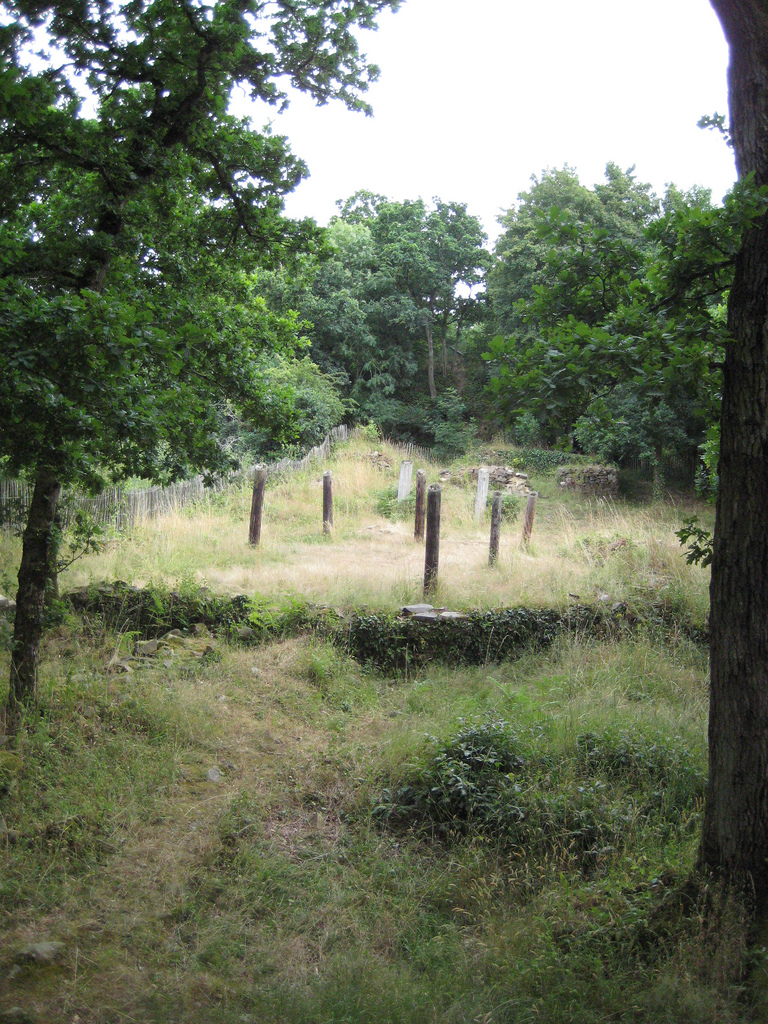
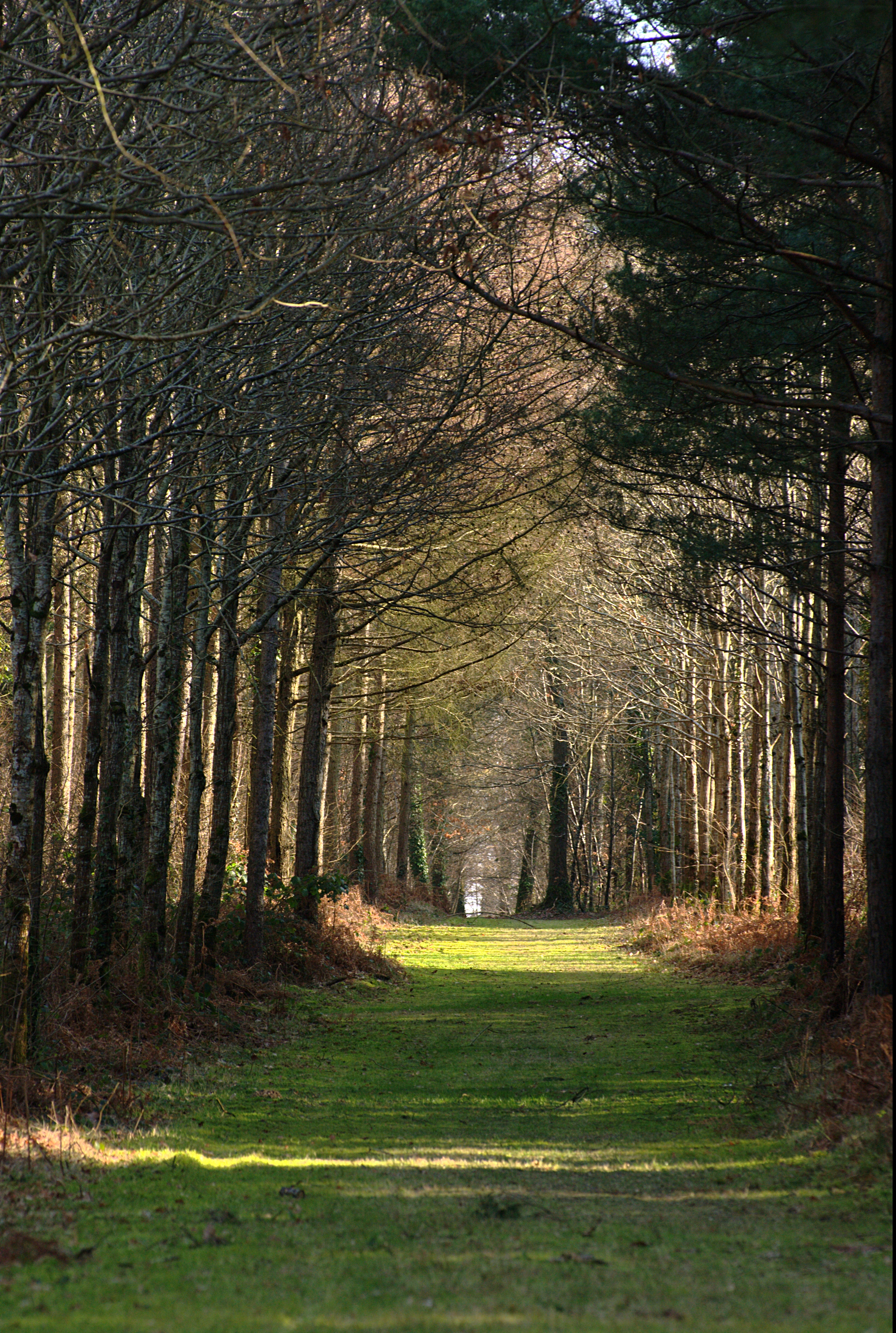